# Pteris tahuataensis
Pteris tahuataensis är en kantbräkenväxtart som beskrevs av David H. Lorence och K. R. Wood. Pteris tahuataensis ingår i släktet Pteris och familjen Pteridaceae. Inga underarter finns listade.